# Deremesna
Deremesna (ukrainisch und russisch Деремезна) ist ein Dorf in der ukrainischen Oblast Kiew mit etwa 400 Einwohnern (2001).

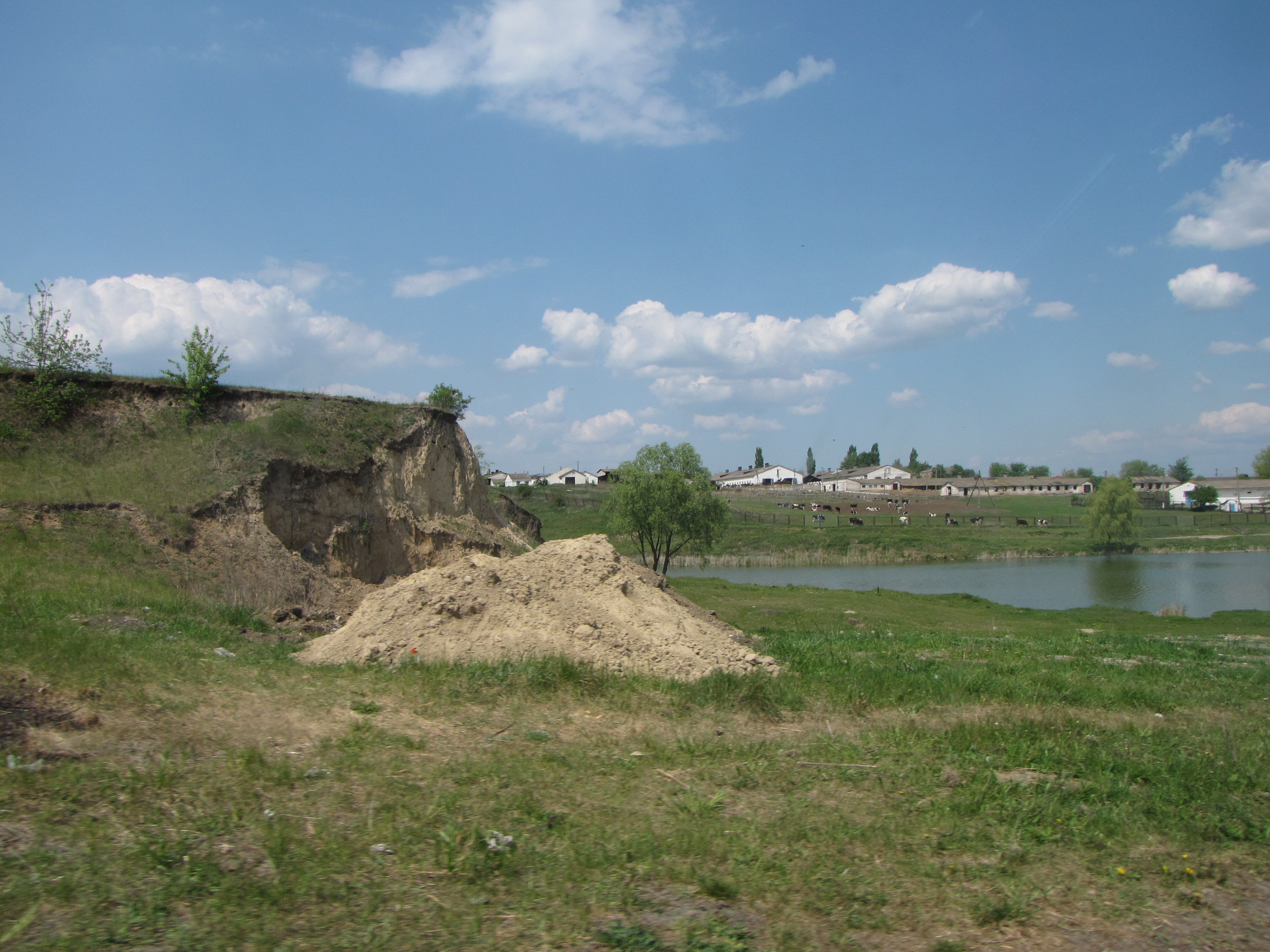
Blick auf das Dorf von 2009

Das im Jahr 1038 erstmals erwähnte Dorf liegt 17 km südwestlich vom Rajonzentrum Obuchiw und 60 km südlich von Kiew. Im Dorf befindet sich ein Teil des Schlangenwalls.
Am 12. Juni 2020 wurde das Dorf ein Teil der neugegründeten Stadtgemeinde Obuchiw, bis dahin bildete es die gleichnamige Landratsgemeinde Deremesna (Деремезнянська сільська рада/Deremesnjanska silska rada) im Südwesten des Rajons Obuchiw.

## Persönlichkeiten
- 1873 kam im Dorf der ukrainische Agrarwissenschaftler, Politiker und Diplomat Kostjantyn Mazijewytsch (1873–1942) zur Welt.